# Eigil Ramsfjell
Eigil Ramsfjell (Oslo, 17 de marzo de 1955) es un deportista noruego que compitió en curling.
Participó en los Juegos Olímpicos de Nagano 1998, obteniendo una medalla de bronce en la prueba masculina.
Ganó nueve medallas en el Campeonato Mundial de Curling entre los años 1978 y 1991, y nueve medallas en el Campeonato Europeo de Curling entre los años 1979 y 1995.
Es hermano del jugador de curling Bent Ramsfjell, padre de Maia y Magnus Ramsfjell y tío de Bendik Ramsfjell.

## Palmarés internacional
| Juegos Olímpicos   | Juegos Olímpicos           | Juegos Olímpicos  | Juegos Olímpicos |
| Año                | Lugar                      | Medalla           | Prueba           |
| ------------------ | -------------------------- | ----------------- | ---------------- |
| 1998               | Nagano (Japón)             | Medalla de bronce | Equipo           |
| Campeonato Mundial |                            |                   |                  |
| Año                | Lugar                      | Medalla           | Prueba           |
| 1978               | Winnipeg (Canadá)          | Medalla de plata  | Equipo           |
| 1979               | Berna (Suiza)              | Medalla de oro    | Equipo           |
| 1980               | Moncton (Canadá)           | Medalla de plata  | Equipo           |
| 1983               | Regina (Canadá)            | Medalla de bronce | Equipo           |
| 1984               | Duluth (Estados Unidos)    | Medalla de oro    | Equipo           |
| 1987               | Vancouver (Canadá)         | Medalla de bronce | Equipo           |
| 1988               | Lausana (Suiza)            | Medalla de oro    | Equipo           |
| 1989               | Milwaukee (Estados Unidos) | Medalla de bronce | Equipo           |
| 1991               | Winnipeg (Canadá)          | Medalla de bronce | Equipo           |
| Campeonato Europeo |                            |                   |                  |
| Año                | Lugar                      | Medalla           | Prueba           |
| 1979               | Varese (Italia)            | Medalla de bronce | Equipo           |
| 1980               | Copenhague (Dinamarca)     | Medalla de plata  | Equipo           |
| 1985               | Grindelwald (Suiza)        | Medalla de bronce | Equipo           |
| 1987               | Oberstdorf (RFA)           | Medalla de plata  | Equipo           |
| 1988               | Perth (Reino Unido)        | Medalla de plata  | Equipo           |
| 1989               | Engelberg (Suiza)          | Medalla de plata  | Equipo           |
| 1990               | Lillehammer (Noruega)      | Medalla de bronce | Equipo           |
| 1993               | Leukerbad (Suiza)          | Medalla de oro    | Equipo           |
| 1995               | Grindelwald (Suiza)        | Medalla de bronce | Equipo           |